# Gonimbrasia
Genre
Gonimbrasia est un genre de papillons de la famille des Saturniidae.

## Liste des espèces
- Gonimbrasia abayana Rougeot, 1977
- Gonimbrasia annulata Bouvier, 1936
- Gonimbrasia barcas Maassen & Weymer, 1881
- Gonimbrasia belina Westwood, 1849 - ver mopane
- Gonimbrasia alcestris
- Gonimbrasia alopia
- Gonimbrasia balachowsky
- Gonimbrasia congolensis (Bouvier)
- Gonimbrasia hecate
- Gonimbrasia murphyi (Darge) : synonyme de Gonimbrasia nyassana
- Gonimbrasia nyassana (Rothschild) : synonyme de Gonimbrasia murphyi
- Gonimbrasia rectilineata
- Gonimbrasia rubra (Bouvier)
- Gonimbrasia staudingeri
  - Gonimbrasia staudingeri kafubuensis (Bouvier)
  - Gonimbrasia staudingeri gabunica (Rougeot)
- Gonimbrasia tyrrhea
- Gonimbrasia wahlbergina (Rougeot)
- Gonimbrasia zambezina
- Gonimbrasia melanops (Bouvier) (anciennement placé dans Imbrasia )
- Imbrasia oyemensis Cameroun et Tanzanie